# Damaskin (Ganganiaras)
Damaskin, imię świeckie Anastasios Ganganiaras (ur. 1 stycznia 1952 w Agia Larisis) – grecki duchowny prawosławny w jurysdykcji Patriarchatu Jerozolimy, od 2000 arcybiskup Jafy.

## Życiorys
Od 1968 r. pełnił posługę mnicha. Święcenia diakonatu przyjął w 1970 r., a prezbiteratu w 1977 r. 18 października 1998 r. otrzymał chirotonię biskupią.